# Maxence Lacroix
Maxence Lacroix (Villeneuve-Saint-Georges, 6 april 2000) is een Frans voetballer, die doorgaans speelt als centrale verdediger. Lacroix komt uit voor VfL Wolfsburg.

## Clubcarrière
Lacroix is een jeugdspeler van Limeyrat, Montignacoise, FCTLF, Trélissac FC en FC Sochaux. In het seizoen 2018/19 maakte hij de overstap naar het eerste elftal van Sochaux. Op 22 december 2018 maakte hij zijn debuut in de Ligue 2 in de thuiswedstrijd tegen FC Lorient. Hij speelde de volledige wedstrijd die uiteindelijk met 1–0 werd gewonnen. Op 25 augustus 2020 tekende hij een contract voor 4 seizoenen bij VfL Wolfsburg.

## Clubstatistieken
| Seizoen     | Club          | Competitie  | Competitie | Competitie | Competitie | Beker | Beker | Beker | Europa | Europa | Europa | Totaal | Totaal | Totaal |
| Seizoen     | Club          | Competitie  | Wed.       | Dlp.       | Ass.       | Wed.  | Dlp.  | Ass.  | Wed.   | Dlp.   | Ass.   | Wed.   | Dlp.   | Ass.   |
| ----------- | ------------- | ----------- | ---------- | ---------- | ---------- | ----- | ----- | ----- | ------ | ------ | ------ | ------ | ------ | ------ |
| 2018/19     | FC Sochaux    | Ligue 2     | 7          | 0          | 0          | 1     | 0     | 0     | —      | —      | —      | 8      | 0      | 0      |
| 2019/20     | FC Sochaux    | Ligue 2     | 20         | 0          | 0          | 0     | 0     | 0     | —      | —      | —      | 20     | 0      | 0      |
| Club Totaal | Club Totaal   | Club Totaal | 27         | 0          | 0          | 1     | 0     | 0     | 0      | 0      | 0      | 28     | 0      | 0      |
| 2020/21     | VfL Wolfsburg | Bundesliga  | 30         | 1          | 1          | 3     | 0     | 0     | 3      | 1      | 0      | 36     | 2      | 1      |
| 2021/22     | VfL Wolfsburg | Bundesliga  | 13         | 0          | 0          | 1     | 0     | 0     | 6      | 0      | 0      | 20     | 0      | 0      |
| Club Totaal | Club Totaal   | Club Totaal | 43         | 1          | 1          | 4     | 0     | 0     | 9      | 1      | 0      | 56     | 2      | 1      |
| TOTAAL      | TOTAAL        | TOTAAL      | 70         | 1          | 1          | 5     | 0     | 0     | 9      | 1      | 0      | 84     | 2      | 1      |

Bijgewerkt op 6 december 2020.

## Interlandcarrière
Lacroix maakt deel uit van Frankrijk U20.